# Undercover (álbum)
Undercover —en español: Secreto, o Escondido en Argentina— es el decimoséptimo en el Reino Unido y decimonoveno en los Estados Unidos álbum de estudio de la banda de rock británico The Rolling Stones, lanzado en 1983. Luego de Tattoo You, que fue principalmente formado con grabaciones dejadas de lado durante los años 1970, con Undercover los Rolling Stones se meten de lleno en los 80s, intentando reinventarse para la nueva era de la MTV.

## Historia
Dados los avances en la tecnología de grabación Chris Kimsey se une a Mick Jagger y Keith Richards oficialmente como productor, el primero externo a la banda desde Jimmy Miller. Las grabaciones comienzan en noviembre de 1982 en París, poco después del fin de su gira Rolling Stones European Tour 1982. Luego de un receso por las fiestas, completan el álbum en Nueva York el verano siguiente.
La realización de Undercover fue un proceso arduo, en gran medida porque aquí es donde Jagger y Richards comienzan a sentir sus diferencias. Jagger fue consciente de los nuevos estilos musicales y quería mantener a los Stones lo más actuales y experimentales posible, mientras que Richards aparentemente se centró más en las raíces rock y blues de la banda. Como resultado, hubo fricción, y aumentaría la tensión entre los dos miembros clave en los próximos años. Un factor agravante fue el hecho de que Richards había salido (hasta cierto punto) de su estilo de vida autodestructivo de la década anterior y, por tanto, buscó un papel más activo en la dirección creativa de la banda, para disgusto de Jagger, que disfrutó de casi una década de control de la banda. 
Las letras en Undercover muestran a un Mick Jagger más macabro, con imágenes más espeluznantes que se encuentran en el primer sencillo y éxito top 10 «Undercover Of The Night», una pista política rara sobre Centroamérica, así como «Tie You Up (The Pain of Love)» y «Too Much Blood», intento de Jagger de incorporar las tendencias contemporáneas de la música de baile en la banda. 
Musicalmente, el álbum parece un duelo entre hard rock, reggae y new wave, reflejando la disputa de liderazgo entre Jagger y Richards en el momento. «Pretty Beat Up» es en gran medida una composición de Ronnie Wood, que Jagger y Richards estaban, según se informa, poco dispuestos a incluirla en el álbum.
«Think I'm Going Mad» es una pista que se registró por primera vez durante las sesiones de Emotional Rescue en 1979. Finalmente fue incluida como lado B de «She Was Hot». No fue incluida en la colección Rarities 1971–2003 y nunca ha aparecido en CD.

## Lanzamiento y recepción
Undercover fue lanzado en noviembre de 1983 con una recepción cálida por parte de la crítica y alcanzando el puesto # 3 en el Reino Unido y el #4 en los Estados Unidos. Sin embargo, fue un poco decepcionante al quebrar una racha de ocho álbumes consecutivos de los Stones que alcanzaban el # 1 (excluyendo álbumes recopilatorios y en vivo) en los EUA. y también por la poca repercusión de sus cortes de difusión.
Fue el cuarto álbum consecutivo de los Stones cuya dirección artística corrió a cargo de Peter Corriston (que había ganado un Grammy por su trabajo en Tattoo You), con concepto, fotografía e ilustración de Hubert Kretzschmar. En la edición original en vinilo, la portada del álbum estaba cubierta de pegatinas despegables que, al retirarlas, revelaban otras formas geométricas estampadas.
Las críticas contemporáneas del álbum fueron mixtas. En una reseña en Rolling Stone, Kurt Loder le dio al álbum 4,5 estrellas, calificándolo de "rock & roll sin disculpas". Por otro lado, Robert Christgau lo llamó "un pedazo de mierda turbio, exagerado e incoherente" y lo calificó como el "peor álbum de estudio" de la banda.
El álbum continúa dividiéndose entre los críticos y aficionados por igual. Aunque en gran medida fue elogiado en su lanzamiento, muchos fanes lo llegaron a considerar como uno de los lanzamientos más débiles de los Stones, una visión compartida por Jagger en posteriores entrevistas. Mientras que algunos críticos tienden a culpar la producción entonces contemporánea y con eclecticismo, una gran parte del álbum se realizó en un estilo hard rock («She Was Hot», «Too Tough», «All The Way Down» y «It Must Be Hell»), llevando a muchos a criticar el material generalmente como inconsecuente.

## Legado
Como con varios registros de la época más reciente de los Stones, recientes análisis crítico han sido amables, observando al registro con eclecticismo y letras malévolas como un reflejo de la disputa entre Jagger/Richards. También demostraría ser el último álbum que trató seriamente de tomar la música de la banda en nuevas direcciones; los críticos a menudo culpan a los discos posteriores de los Stones por estar demasiado confiados en su fórmula hard rock y blues de los años 70s. Sin embargo, el trabajo sigue siendo uno de los álbumes menos populares y más oscuros de los Stones, aunque logró vender cerca de 3,5 millones de copias en todo el mundo.
El álbum fue el último de los Rolling Stones distribuido en América del Norte vía Rolling Stones Records, acuerdo de distribución original que tenía con Warner Music/Atlantic Records. El álbum fue reeditado en 1986 por CBS/Sony Music tras la firma de los Stones con esa etiqueta. Undercover fue posteriormente remasterizado y reeditado por Virgin Records en 1994 y nuevamente en 2009 por Universal Music. En 2011 fue lanzado por Universal Music Enterprises en una versión únicamente japonesa en SHM-SACD.
Ediciones originales en Casetes y posteriores reediciones en CD (post-EMI) de este álbum contienen una mezcla diferente de «Wanna Hold You» que apareció en la versión original en vinilo. En los primeros lanzamientos «Wanna Hold You» comienza con una introducción de guitarra fuerte. En las ediciones posteriores la canción comienza con la banda tocando y Keith tarareando la intro. 
Además, la versión original en casete incluye el verso "you sure look good to me, so what's it gonna be, it's up to you to choose, I'll make you an offer, you can't refuse" ("te ves buena para mí, así que, qué va a ser, depende de que usted elija, le voy a hacer una oferta, no puede negarse"). Esta versión es una edición más larga de la mezcla original con la "introducción de guitarra fuerte", que se ejecuta a los 3:50.

## Lista de canciones
Todas las canciones escritas y compuestas por Jagger/Richards, excepto donde se indique. 
| Cara uno |                                 |          |  |
| N.º      | Título                          | Duración |  |
| 1.       | «Undercover of the Night»       | 4:31     |  |
| 2.       | «She Was Hot»                   | 4:40     |  |
| 3.       | «Tie You Up (The Pain of Love)» | 4:16     |  |
| 4.       | «Wanna Hold You»                | 3:52     |  |
| 5.       | «Feel on Baby»                  | 5:03     |  |

| Cara dos |                                             |          |  |
| N.º      | Título                                      | Duración |  |
| 6.       | «Too Much Blood»                            | 6:14     |  |
| 7.       | «Pretty Beat Up» (Jagger/Richards/Ron Wood) | 4:03     |  |
| 8.       | «Too Tough»                                 | 3:52     |  |
| 9.       | «All the Way Down»                          | 3:12     |  |
| 10.      | «It Must Be Hell»                           | 5:03     |  |

## Personal
Acreditados:
| The Rolling Stones - Mick Jagger: voz, guitarra eléctrica, armónica, coros. - Keith Richards: guitarra eléctrica, coros; voz en «Wanna Hold You»; bajo en «Pretty Beat Up». - Ron Wood: guitarra eléctrica, guitarra slide, coros; bajo en «Tie You Up» y «Wanna Hold You». - Bill Wyman: bajo, percusión; piano en «Pretty Beat Up». - Charlie Watts: batería. Personal adicional - Ian Stewart: percusión; piano en «She Was Hot» y «Pretty Beat Up». - Chuck Leavell: teclados, piano, órgano. - David Sanborn: saxofón. - CHOPS: vientos. - Sly Dunbar: percusión. - Robbie Shakespeare: bajo. - Moustapha Cisse: percusión. - Brahms Coundoul: percusión. - Martin Ditcham: percusión. - Jim Barber: guitarra eléctrica en «Too Much Blood». | Técnica y diseño - Chris Kimsey: ingeniero de grabación, producción, mezcla. - The Glimmer Twins: producción. - Peter Corriston: director artístico, concepto. - Hubert Kretzschmar: arte de tapa - Benji Armbrister: ingeniero asistente. - Bobby Cohen: ingeniero asistente. - Rod Thear: ingeniero asistente. - Steve Lipson: ingeniero asistente. - Chuch Magee: técnico de equipos. - Jim Barber: técnico de equipos. |

## Posición en las listas
| Listas (1983–84)                    | Mejor posición |
| ----------------------------------- | -------------- |
| Alemania (Media Control)            | 2              |
| Australia (Kent Music Report)       | 3              |
| Austria (Ö3 Austria Top 40)         | 8              |
| Canadá (RPM)                        | 2              |
| España (PROMUSICAE)                 | 5              |
| Estados Unidos (Billboard 200)      | 4              |
| Finlandia (Suomen virallinen lista) | 4              |
| Francia (SNEP)                      | 11             |
| Italia (FIMI)                       | 10             |
| Japón (Oricon)                      | 12             |
| Noruega (VG-lista)                  | 3              |
| Nueva Zelanda (RIANZ)               | 2              |
| Países Bajos (MegaCharts)           | 1              |
| Reino Unido (UK Albums Chart)       | 3              |
| Suecia (Sverigetopplistan)          | 1              |
| Suiza (Hitparade)                   | 5              |

| Listas (1983)                 | Mejor posición |
| ----------------------------- | -------------- |
| Australia (Kent Music Report) | 73             |
| Canadá                        | 45             |
| Francia                       | 87             |
| Italia                        | 58             |
| Países Bajos                  | 29             |
| Listas (1984)                 | Mejor Posición |
| Australia (Kent Music Report) | 87             |
| Canadá                        | 33             |
| Países Bajos                  | 93             |

Sencillos
| Año  | Sencillo                                        | Listas                    | Mejor posición |
| ---- | ----------------------------------------------- | ------------------------- | -------------- |
| 1983 | «Undercover Of The Night»                       | Billboard Hot 100         | 9              |
| 1983 | «Undercover Of The Night»                       | Mainstream Rock Tracks    | 2              |
| 1983 | «Undercover Of The Night»                       | Hot Dance Music/Club Play | 9              |
| 1983 | «Undercover Of The Night»                       | UK Top 100 Singles        | 11             |
| 1983 | «Too Tough»                                     | Mainstream Rock Tracks    | 14             |
| 1984 | «Too Much Blood»                                | Mainstream Rock Tracks    | 38             |
| 1984 | «She Was Hot»                                   | Mainstream Rock Tracks    | 4              |
| 1984 | «She Was Hot»                                   | Billboard Hot 100         | 44             |
| 1984 | «She Was Hot»                                   | UK Top 100 Singles        | 42             |
| 1984 | «Think I'm Going Mad» (lado B de «She Was Hot») | Mainstream Rock Tracks    | 50             |
| 1985 | «Too Much Blood»                                | Hot Dance Music/Club Play | 44             |

## Certificaciones
| País                  | Certificación | Ventas certificadas |
| --------------------- | ------------- | ------------------- |
| España (PROMUSICAE)   | Oro           | 50 000^             |
| Estados Unidos (RIAA) | Platino       | 1 000 000^          |
| Japón (RIAJ)          | Oro           | 100 000^            |
| Reino Unido (BPI)     | Oro           | 100 000^            |
| Suecia (GLF)          | Oro           | 50 000^             |

Nota: ^ Cifras de ventas basadas únicamente en la certificación